# ژاکلین هارپمن
ژاکلین هارپمن (۵ ژوئیه ۱۹۲۹ – ۲۴ مه ۲۰۱۲) نویسنده‌ای بلژیکی بود که آثار خود را به زبان فرانسه می‌نگاشت.

## زندگی
ژاکلین هارپمن در ۵ ژوئیه ۱۹۲۹ در ایتربیئک بلژیک، از پدری به نام آندریس هارپمن و مادری به نام ژان اونوره، که به کار صادرات پارچه و توری بلژیکی به مستعمرات شمال آفریقا مشغول بودند، دیده به جهان گشود. او دومین دختری بود که پس از خواهرش آندره، که نه سال از او بزرگتر بود، در این خانواده متولد شد. از آنجا که پدرش یهودی‌ای هلندی‌تبار بود، خانواده هارپمن در پی حمله نازی‌ها به بلژیک در جریان جنگ جهانی دوم، به کازابلانکا در مراکش گریختند و تا پایان جنگ در سال ۱۹۴۵ به بلژیک بازنگشتند. بخش بزرگی از خانواده پدری هارپمن در آشویتس جان خود را از دست دادند.
هارپمن پس از تحصیل در رشته ادبیات فرانسه، آموزش پزشکی را آغاز کرد، اما به دلیل ابتلا به بیماری سل نتوانست تحصیلات خود را به پایان برساند. او نویسندگی را در سال ۱۹۵۴ آغاز نمود و اولین اثرش با عنوان «L'Amour et l'acacia» در سال ۱۹۵۸ منتشر شد. در سال ۱۹۸۰، او به درجه روانکاوی رسید. کتاب «I Who Have Never Known Men» (من که هرگز مردی را نشناخته‌ام) نخستین اثر او بود که به زبان انگلیسی انتشار یافت، و در اصل با نام «The Mistress of Silence» به چاپ رسیده بود.
هارپمن تا واپسین روزهای عمر خویش به نویسندگی و کار در زمینه روانکاوی ادامه داد. او پس از تحمل یک دوره طولانی بیماری شدید، در ۲۴ مه ۲۰۱۲ در بروکسلِ بلژیک، در سن ۸۲ سالگی چشم از جهان فرو بست.
پس از مرگش، آرشیو آثار او به آرشیو و موزه ادبیات در بروکسل اهدا گردید، جایی که آرشیویست‌ها میز تحریر او را بازسازی نمودند. هارپمن از سال ۱۹۵۳ تا ۱۹۶۲ همسر امیل دگلین، فیلمساز بلژیکی، بود. او دو دختر به نام‌های ماریان و توینون و چهار نوه داشت.

## در ایران
مهمترین اثر او، من که هرگز مردی را نشناخته‌ام توسط علی طباخیان به فارسی ترجمه شده است.